# Вітторіо Таманьїні
Вітторіо Таманьїні (італ. Vittorio Tamagnini; 11 лютого 1910, Чивітавекк'я, Італія — 20 січня 1989, Чивітавекк'я, Італія) — італійський боксер, олімпійський чемпіон 1928 року.

## Аматорська кар'єра
Олімпійські ігри 1928 
- 1/8 фіналу. Переміг Фіделя Ортіса (Мексика) PTS
- 1/4 фіналу. Переміг Джека Гарральда (Велика Британія) PTS
- 1/2 фіналу. Переміг Франка Тейлера (Ірландія) PTS
- Фінал. Переміг Джона Делі (США) PTS